# QuikTrip
Die QuikTrip Corporation ist ein in Tulsa in Oklahoma ansässiges, US-amerikanisches Lebensmitteleinzelhandelsunternehmen, das 953 Geschäfte im Mittleren Westen und in den Südstaaten betreibt. Mit einem Umsatz von 11,2 Milliarden US-Dollar im Geschäftsjahr 2015 und 20.920 Mitarbeitern war es zu diesem Zeitpunkt auf Platz 27 der größten nicht börsennotierten Unternehmen der Vereinigten Staaten.

## Geschichte
Die erste Filiale von QuikTrip wurde am 25. September 1958 in Tulsa von den Geschäftsführern Burt Holmes und Chet Cardieux eröffnet. In den 1960ern expandierte das Unternehmen auch nach außerhalb Oklahomas und begann 1971 mit dem Verkauf von Benzin.